# Dang Ye-seo
Dang Ye-seo (Changchun, 27 aprile 1981) è una tennistavolista sudcoreana.

## Biografia
Possiede il passaporto cinese e sudcoreano.

## Carriera
Ha vinto la sua più prestigiosa medaglia nella gara a squadre dell'Olimpiade di Pechino 2008, dove giunse sul terzo gradino del podio.